# Paul Oskar Kristeller
Paul Oskar Kristeller (geboren am 22. Mai 1905 in Berlin; gestorben am 7. Juni 1999 in New York) war ein deutsch-amerikanischer Humanismusforscher, Philosophiehistoriker und Kodikologe.

## Leben
Paul Kristeller wuchs in einer assimilierten jüdischen Familie in Berlin auf. Geboren wurde er als Paul Oskar Gräfenberg; sein Vater Oskar Gräfenberg starb vor seiner Geburt. Kristeller nahm 1919 den Namen seines Stiefvaters Heinrich Benjamin Kristeller (1871–1942) an. Dieser war Neffe des Gynäkologen Samuel Kristeller. Kristeller besuchte von 1911 bis 1923 das Mommsen-Gymnasium in Berlin. Er hatte dort neun Jahre Latein und sechs Jahre Griechisch, einer seiner Lehrer war der Philosophiehistoriker Ernst Hoffmann, bei dem Kristeller Platon studierte und bei dem er 1923 sein erstes Heidelberger Philosophieseminar (über Aristoteles’ Nikomachische Ethik) belegte. Kristeller studierte Philosophie außerdem bei Karl Jaspers (ebenfalls in Heidelberg), Richard Kroner (1924 in Freiburg) und Martin Heidegger (1926 in Marburg). Andere Fächer waren Mittelalterliche Geschichte (bei Karl Ludwig Hampe und Friedrich Baethgen), aber auch Mathematik. Kristeller hörte auch Vorlesungen in Germanistik, Sprachwissenschaft, Musikwissenschaft, Physik und Kunstgeschichte.
Kristeller beendete mit seiner Dissertation über Plotin, bei Ernst Hoffmann, sein Studium an der Universität Heidelberg, es folgte, ab 1929, ein Studium der Altphilologie in Berlin bei Werner Jaeger und Eduard Norden. Kristeller erwarb im Winter 1930/31 sein Staatsexamen für das höhere Lehramt mit einer auf Latein verfassten Abhandlung über die Erste Rede des Perikles bei Thukydides, die Jaegersche Konzepte aufnahm.
Kristeller ging von 1931 bis 1933 nach Freiburg zu Heidegger, der ihm von einer Schullaufbahn abriet und Kristellers Vorschlag einer Habilitationsschrift über Marsilio Ficino annahm. Kristeller begann seine Arbeit in Berlin und führte sie wegen des Nazi-Boykotts gegen Juden in Italien fort, wo er von 1934 an lebte. Er unterrichtete zeitweilig (vermutlich bis 1936) am Landschulheim Florenz und konnte mit Giovanni Gentiles Unterstützung an der Scuola Normale Superiore und an der Universität Pisa Deutsch unterrichten. Gentile unterstützte die Veröffentlichung von Kristellers Supplementum Ficinianum und seines Buches über Ficino. Er half ihm persönlich, als die antisemitische Gesetzgebung 1938 für Kristellers Entlassung sorgte, und auch dabei, 1939 in die Vereinigten Staaten von Amerika zu emigrieren.
Dort lehrte Kristeller kurze Zeit an der Yale University; er wechselte aber bald an die Columbia University in New York, wo er 1973 emeritiert wurde, aber noch bis 1976 lehrte. 1955 wurde er in die American Academy of Arts and Sciences, 1973 in die British Academy, 1974 in die American Philosophical Society und 1991 in die Académie des Inscriptions et Belles-Lettres gewählt. 1957/58 war er Präsident der New Yorker Renaissance Society of America. 1974 verlieh ihm die Columbia University den Ehrendoktor; 1988 wurde er zum korrespondierenden Mitglied der Heidelberger Akademie der Wissenschaften gewählt.
1984 war er MacArthur Fellow.

## Rezeption
Der Schwerpunkt seiner Forschungen lag auf dem Gebiet der Philosophie der Renaissance und des Humanismus. Wichtige Arbeiten betreffen beispielsweise Marsilio Ficino, Giovanni Pico della Mirandola und Pietro Pomponazzi.
Besondere Verdienste erwarb er sich durch das Iter Italicum (der Titel erinnert an das Iter Alemannicum und weitere Werke von Martin Gerbert), ein Mammutwerk, in dem er zahllose bisher unverzeichnete Handschriften beschrieb.

## Schriften (Auswahl)
- Der Begriff der Seele in der Ethik des Plotin (= Heidelberger Abhandlungen zur Philosophie und ihrer Geschichte, Band 19), Mohr, Tübingen 1929, DNB 580465020 (Dissertation Universität Heidelberg, Philosophische Fakultät, 1928, VII, 110 Seiten, 8°).
- The Philosophy of Marsilio Ficino. New York 1943. Deutsch 1972 (siehe unten).
- The School of Salerno. Its development and its contribution to the history of learning. In: Bulletin of the History of Medicine. Band 17, Nr. 2, 1945, S. 138–194. Erweitert auch in: Paul Oskar Kristeller: Studies in Renaissance Thought and Letters. Rom 1956, S. 495–551.
- The Renaissance Philosophy of Man. University of Chicago Press, Chicago 1948.
- The Modern System of the Arts, in Journal of the History of Ideas, 12, 1951, S. 496–527 und 13, S. 17–46; Nachdrucke 1965, 1980 und 1990 (deutsche Übersetzung in: Humanismus und Renaissance II. Fink, München 1980).
- Die italienischen Universitäten der Renaissance. Scherpe, Krefeld 1953.
- The Classics and Renaissance Thought. Harvard University Press, Cambridge 1955.
- Beitrag der Schule von Salerno zur Entwicklung der scholastischen Wissenschaft im 12. Jahrhundert. In: Josef Koch (Hrsg.): Artes liberales. 1959; Neuausgabe: Leiden/Köln 1976 (= Studien und Texte zur Geistesgeschichte des Mittelalters. Band 5), S. 84–90.
- The Myth of Renaissance Atheism and the French Tradition of Free Thought. In: Journal of the History of Philosophy. Band 6, 1968, S. 233–243.
- Der italienische Humanismus und seine Bedeutung. Helbing und Lichtenhahn, Basel 1969.
- Marsilio Ficino e Ludovico Lazzarelli. Contributo alla diffusione delle idee ermetiche nel Rinascimento. In: Studies in Renaissance Thought and Letters. 2. Auflage. Rom 1969 (= Storia e Letteratura. Band 54), S. 221–247.
- Die Philosophie des Marsilio Ficino. Klostermann, Frankfurt am Main 1972 (= Abendland. Forschungen zur Geschichte des europäischen Geisteslebens. Neue Folge. Band 1). Englisch 1943 (siehe oben).
- Humanismus und Scholastik in der italienischen Renaissance. In: Humanismus und Renaissance (= Humanistische Bibliothek, Reihe I: Abhandlungen. Band 21). 2 Bände. München 1974–1976, Band 2, S. 87–111.
- L’Etat présent des études sur Marsile Ficin. In: Platon et Aristote à la Renaissance. Paris 1976 (= De Pétrarque à Descartes. Band 32), S. 59–77.
- Humanismus und Renaissance. 2 Bände. Hrsg. von Eckhard Keßler mit Übersetzungen aus dem Englischen von Renate Schweyen-Ott. Fink, München 1974–1976 (= Humanistische Bibliothek. [Hrsg. von Ernesto Grassi]. Band I, 21–22); ebenda 1980: Band 1: Die antiken und mittelalterlichen Quellen. ISBN 3-7705-1815-2; Band 2: Philosophie, Bildung und Kunst. ISBN 3-7705-1816-0.
- Neue Quellen zur Salernitaner Medizin des 12. Jahrhunderts. In: Gerhard Baader, Gundolf Keil (Hrsg.): Medizin im mittelalterlichen Abendland. Darmstadt 1982 (= Wege der Forschung. Band 363), S. 191–208; zuvor (italienisch): Nuove fonti per la medicina salernitana del secolo XII. In: Rassegna storia salernitana. Band 18, 1957, S. 61–75.
- Learned Women of Early Modern Italy: Humanists and University Scholar. In: Patricia H. Labalme (Hrsg.): Beyond Their Sex.. Learned Women of the European Past. New York / London 1980, S. 91–116.
- Studien zur Geschichte der Rhetorik und zum Begriff des Menschen in der Renaissance. Gratia, Göttingen 1981.
- La Scuola di Salerno. Il suo sviluppo e il suo contributo alla storia della scienza. In: Paul Oskar Kristeller (Hrsg.): Studi sulla Scuola medica salernitana. Neapel 1986, S. 11–96.
- als Hrsg.: Studi sulla Scuola medica salernitana. Neapel 1986 (= Istituto italiano per gli studi filosofici. Hippocratica civitas. Band 1).
- Die Ideen als Gedanken der menschlichen und göttlichen Vernunft. Winter, Heidelberg 1989, ISBN 3-598-25030-4.
- Latin Manuscript Books Before 1600. Monumenta Germaniae Historica. Cosmopolitan Science and Art Service, New York 1948. 4. Auflage: München 1993.
- A Life of Learning. The 1990 Charles Homer Haskins Lecture. 1990
- Iter italicum. A finding list of uncatalogued or incompletely catalogued humanistic manuscripts of the Renaissance in Italian and other libraries. 6 Bände, Brill, London/Leiden 1965 ff.; Neudruck 1995, ISBN 90-04-10122-5 (1 CD-ROM, identisch mit der Ausg. London 1963–1997).
- als Hrsg.: The Renaissance Philosophy of Man. Petrarca, Valla, Ficino, Pico, Pomponazzi, Vives. University of Chicago Press, Chicago, Ill. 1996.
- Studies in Renaissance Thought and Letters. 4 Bände. Edizioni di Storia e Letteratura, Rom 1956–1996.